# Вашар у Тополи
Вашар у Тополи је књига за децу Добрице Ерића, објављена 1966. године. У њеном поднаслову пише „Хумористичка поема за децу од 3 до 103 године”, а песник на особен начин пева о богатој народној светковини, вашару који се одржава у време бербе грожђа у Тополи.

## Анализа песме
Писац поеме изјавио јеː 
„Ја увек кажем да пишем песме за децу од 3 до 103 године. И то није шала ни нека крилатица, већ права правцата истина, јер сваки прави човек је до краја бар помало дете, а свако дете је, опет, још од почетка подоста човек. И зато ја све људе делим само на малу и на велику децу.. ”
У својој поеми Вашар у Тополи, песник кроз 26 лирских целина, односно насловљених дужих или краћих песама, слика веселу дружину, вашарџије од 3 до 103 године, који су донели на вашар своје жеље, надања и маштања. У уводном делу песник нас упознаје са главним  вашарџијамаː Жика, деда Дића, баба Мара, Ика, чика Брана и фотограф. Вашарске слике и гужву наговештавају гости са свих странаː
„Кренули су
на ово славље
Гружа, Јасенице
и Поморавље.”
На вашаришту су се суочили са забавом, задовољствима и шареном лажом, али и са недостатком новаца и немогућностима да добију и купе оно што им је потебно, да учине оно што би им било пријатно. Ипак, ритам вашарске игре и вреве, опуштеност и радозналост, шаренило боја и разноврсност људи омогућују да се створи једна слика света у којој се надигравају веселост и тужна животна збиља.